# Fürstentum Hanau
Das Fürstentum Hanau war von 1803 bis 1806 ein Reichsterritorium des alten deutschen Reiches, von 1806 (spätestens aber nach dem Frieden von Tilsit) bis 1810 ein Gebiet als Departement Hanau unter französischer Verwaltung, von 1810 bis 1813 ein Departement im Großherzogtum Frankfurt und von 1813 bis 1821 ein Territorium im souveränen Kurfürstentum Hessen. Nach der Vereinigung aller Territorien Kurhessens und der Gebiets- und Verwaltungsreform von 1821 bildete das ehemalige Fürstentum Hanau nun die Provinz Hanau  des Kurfürstentums.

## Entstehung
Als die Landgrafschaft Hessen-Kassel 1803 zum Kurfürstentum erhoben wurde, war damit zusätzlich eine Virilstimme im Reichsfürstenrat für das bisher als Grafschaft Hanau-Münzenberg zur Landgrafschaft gehörende Gebiet verbunden. Damit war die Grafschaft zum Fürstentum geworden.

## Gebiet
Hauptstadt des Fürstentums war die Stadt Hanau. Es umfasste zu diesem Zeitpunkt im Wesentlichen das Gebiet der ehemaligen Grafschaft Hanau-Münzenberg, so wie sie nach dem Tod des letzten Hanauer Grafen, Johann Reinhard III., 1736 an Landgraf Friedrich I. von Hessen-Kassel aufgrund eines Erbvertrages aus dem Jahr 1643 übergegangen war. Allerdings gab es zwischen 1736 und 1803 eine Reihe von Veränderungen im Bestand des Territoriums, insbesondere wurden Kondominate aufgelöst:
- 1748 wurde das zwischen Kurmainz und Hessen-Kassel gemeinsame Freigericht Alzenau zwischen beiden real geteilt.
- Aufgrund eines Streites um das Erbe von 1736 zwischen den Landgrafschaften Hessen-Kassel und Hessen-Darmstadt kam es – endgültig 1771 – zu einer Aufteilung des Amtes Babenhausen zwischen beiden.
- Aufgrund des Reichsdeputationshauptschlusses von 1803 verlor Gelnhausen den Status als Reichsstadt und wurde Teil der Landgrafschaft Hessen-Kassel und dem Fürstentum Hanau angegliedert. Bereits vorher hatte die Landgrafschaft Hessen-Kassel (bis 1746 gemeinsam der Kurpfalz) die Pfandherrschaft über die Stadt inne.

## Weitere Entwicklung
1806 überließ Friedrich Christoph Graf von Degenfeld-Schonburg (1769–1848) die staatlichen Hoheitsrechte über sein Gericht Ramholz Kurhessen, das das Gericht dem Fürstentum Hanau zuordnete.
Nach Auflösung des Kurstaates durch Frankreich im November 1806 stand das Fürstentum bis 1810 unter französischer Militärverwaltung. Von 1810 bis 1813 gehörte es zum Großherzogtum Frankfurt, jetzt unter der Bezeichnung Departement Hanau. Anschließend fiel es wieder an das Kurfürstentum Hessen zurück.
1816 kam es zu einer Grenzbereinigung zwischen Kurhessen und dem Großherzogtum Hessen, der ehemaligen Landgrafschaft Hessen-Darmstadt. Danach wurden folgende Gebiete des Fürstentums Hanau an das Großherzogtum abgetreten:
- Amt Babenhausen
- Amt Rodheim
- Amt Ortenberg
- kurhessischer Anteil an Vilbel
- kurhessischer Anteil an Burg-Gräfenrode
- kurhessischer Anteil an Assenheim
- kurhessischer Anteil an Heuchelheim
- kurhessischer Anteil an Münzenberg
- kurhessischer Anteil an Trais
- kurhessischer Anteil an Ortenberg
- kurhessischer Anteil an Hergershausen
- kurhessischer Anteil an Sickenhofen

Im Gegenzug erhielt das Fürstentum Hanau bei diesem Tausch Gebietszuwachs durch
- vormals großherzoglich-hessische Gebiete
  - Amt Dorheim
  - Großauheim
  - Großkrotzenburg
  - Oberrodenbach
  - großherzoglich-hessischer Anteil an Praunheim
- vormals isenburgische Gebiete
  - Birstein
  - Bösgesäß
  - Breitenborn A. W.
  - Diebach
  - Fischborn
  - Gettenbach
  - Gondsroth
  - Hailer
  - Haitz
  - Helfersdorf
  - Hellstein
  - Hesseldorf
  - Hettersroth
  - Hüttengesäß
  - Katholisch-Willenroth
  - Kirchbracht
  - Langendiebach
  - Langenselbold
  - Leisenwald
  - Lichenroth
  - Lieblos
  - Mauswinkel
  - Meerholz
  - Neuenhaßlau
  - Neuenschmidten
  - Neuwiedermuß
  - Niedergründau
  - Niedermittlau
  - Oberreichenbach
  - Obersotzbach
  - Radmühl
  - Ravolzhausen
  - Roth
  - Rothenbergen
  - Rückingen
  - Schächtelburg (heute: Gemeinde Brachttal)
  - Schlierbach
  - Spielberg
  - Streitberg
  - Udenhain
  - Unterreichenbach
  - Untersotzbach
  - Völzberg
  - Wächtersbach
  - Waldensberg
  - Weilers
  - Wettges
  - Wittgenborn
  - Wolferborn
  - Wüstwillenroth

Mit der Verwaltungsreform des Kurfürstentums Hessen von 1821, durch die der Staat in vier Provinzen und 22 Kreise eingeteilt wurde, erhielt das Land eine neue Verwaltungsstruktur. Das Fürstentum als Verwaltungseinheit war aufgelöst. Funktionale Nachfolgerin war die Provinz Hanau. Die Bezeichnung „Fürstentum Hanau“ existierte nunmehr ausschließlich noch in der Titulatur des regierenden Hauses.
Kurfürst Friedrich Wilhelm I. von Hessen-Kassel heiratete – unstandesgemäß – die Bürgerliche Gertrude Lehmann. Am 2. Juni 1853 verlieh er ihr und ihren Nachkommen aus der Ehe mit ihm – unter Bezug auf die historische territoriale Einheit des Fürstentums Hanau – den Titel Fürst/in bzw. Prinz/essin von Hanau.

## Wissenswert
Das in älterer Literatur verbreitete Gerücht, Graf Philipp Reinhard von Hanau (1664–1712) habe bereits den Fürstentitel erworben, trifft nicht zu.
Durch die Gebietsreform in Hessen wurden zum 1. Juli 1974 die Landkreise Hanau, Gelnhausen und Schlüchtern und die kreisfreie Stadt Hanau zum neuen Main-Kinzig-Kreis zusammengeschlossen, der annähernd dasselbe Gebiet umfasst wie das ehemalige Fürstentum Hanau.